# Cyornis unicolor
Il pigliamosche blu chiaro (Cyornis unicolor Blyth, 1873) è un uccello della famiglia Muscicapidae.

## Descrizione

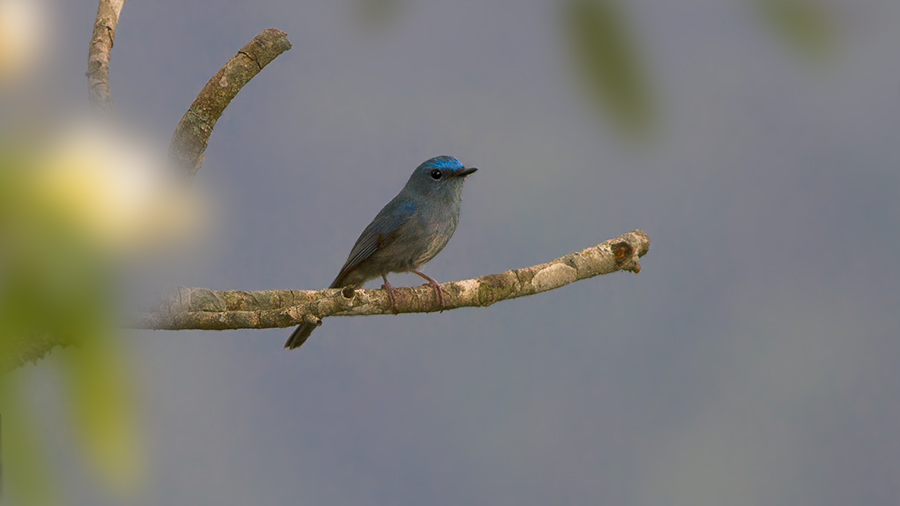
Foto scattata al Mahananda Wildlife Sanctuary, Bengala Occidentale

L'aspetto superficiale del maschio è apparentemente simile a quello del pigliamosche azzurrino (che spesso si può trovare nella stessa zona), ma è di colore blu più chiaro, sul dorso varia ad un color cobalto, che si ritrova anche sulla fronte e nelle piume sopra e intorno all'occhio da cui parte una chiazza nera discontinua, le piume maggiori sono nere e con un bordo blu all'esterno, anche la coda è di un colore blu ma più intenso rispetto alle altre tranne quelle centrali che sono nere, le parti inferiori sono azzurre-grigiastre dalla gola al basso ventre dove variano ad un color biancastro mentre il resto della parte inferiore è di colore blu chiaro, le penne copritrici invece sono giallognole, le zampe e il becco sono di colore nero.
La femmina differisce molto nella colorazione, sopra è di colore marrone-cenere scuro, sono di colore marrone tutte quelle penne che nel maschio sono blu, compreso il viso dove ci sono alcune striature, le parti inferiori sono marrone cenere e variano ad un bianco opaco sull'addome, le penne copritrici sono fulve, appena sotto le copitrici variano al marrone.
I piccoli sono macchiati da chiazze ocracee.
Il pigliamosche blu chiaro è un uccello di piccole dimensioni, un esemplare adulto può raggiungere una massa corporea di 21.1 g.
Le dimensioni del maschio sono:
- lunghezza da 12 a 17 cm;
- lunghezza delle ali sono di 8 cm
- la coda è lunga 7 cm

Le dimensioni della femmina sono:
- lunghezza fino a 15.8 cm;
- lunghezza delle ali sono di 7.8 cm
- la coda è lunga 6,6 cm

## Biologia

### Riproduzione
Solitamente costruiscono nidi a forma di tazza a circa 3 m di altezza, utilizzando muschio, radici e felci che vengono fortemente tenute insieme da licheni filamentosi. Come ulteriore rinforzo e riparo, il nido vieno costruito nelle cavità degli alberi e nelle giunzioni tra ramo e tronco. Le dimensioni variano molto dallo spazio a disposizione nella cavità scelta, solitamente sono di circa:
- diametro di circa 9.5 cm
- altezza esterna circa 2 cm
- spessore circa 2.5 cm

La cavità centrale dove depongono le uova ha dimensioni pari a 5 cm di diametro e fonda circa 2 cm.

## Distribuzione e habitat
Si trova in Bangladesh, Birmania, Bhutan, Brunei, Cambogia, Cina, Hong Kong, India, Indonesia, Laos, Malaysia, Nepal, Thailandia e Vietnam.
I suoi habitat naturali sono le foreste umide tropicali e subtropicali di latifoglie e foreste umide montane tropicali e subtropicali.

## Tassonomia

### Sottospecie
Sono state distinte tre sottospecie:
- Cyornis unicolor diaoluoensis (Cheng, Yang & Lu, 1981)
- Cyornis unicolor harterti Robinson & Kinnear, 1928
- Cyornis unicolor unicolor Blyth, 1843

## Conservazione
La specie occupa un areale abbastanza vasto, all'interno del quale la popolazione sembra essere in diminuzione. Nonostante questo la Lista rossa IUCN classifica Cyornis unicolor come specie a rischio minimo (Least Concern).